# Witternheim
Witternheim ist eine französische Gemeinde mit 498 Einwohnern (Stand 1. Januar 2021) im Département Bas-Rhin in der Region Grand Est (bis 2015 Elsass).

## Geschichte
Die Siedlung bestand schon in der Bronzezeit. Frühere Ortsnamen waren „Wilderceldenheim“ im 12. Jahrhundert und später „Witterheim“. Die Adelsgeschlechter Rathsamhausen aus Ehnwihr, heutige Ortsteile von Muttersholtz und Mueg aus Boofzheim, waren in Witterheim begütert.
Von 1871 bis zum Ende des Ersten Weltkrieges gehörte Witternheim als Teil des Reichslandes Elsaß-Lothringen zum Deutschen Reich und war dem Kreis Erstein im Bezirk Unterelsaß zugeordnet.
| 1910 | 1962 | 1968 | 1975 | 1982 | 1990 | 1999 | 2005 | 2019 |
| ---- | ---- | ---- | ---- | ---- | ---- | ---- | ---- | ---- |
| 390  | 340  | 316  | 274  | 353  | 386  | 382  | 497  | 503  |

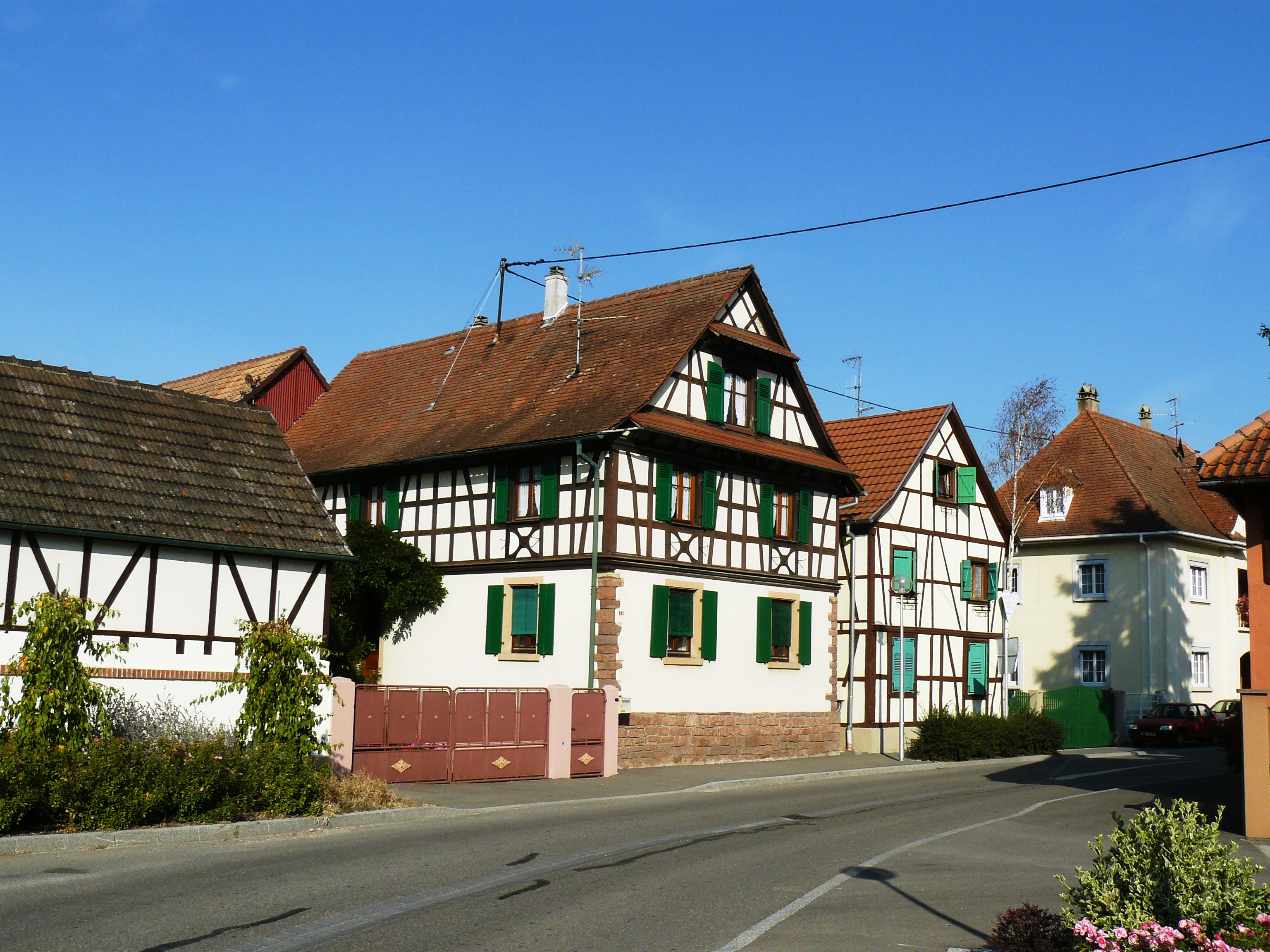
Fachwerkhäuser
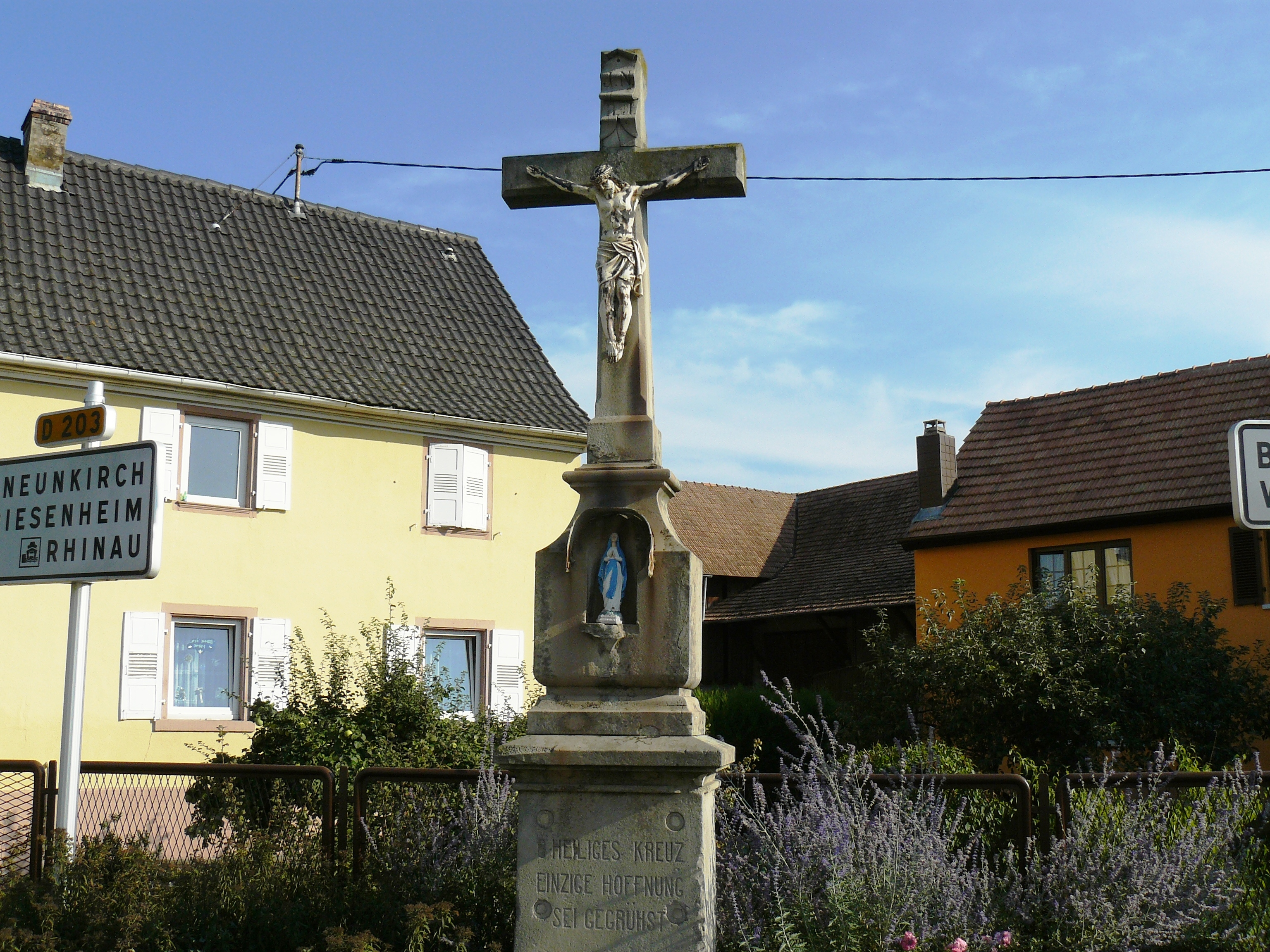
Wegkreuz im Ort
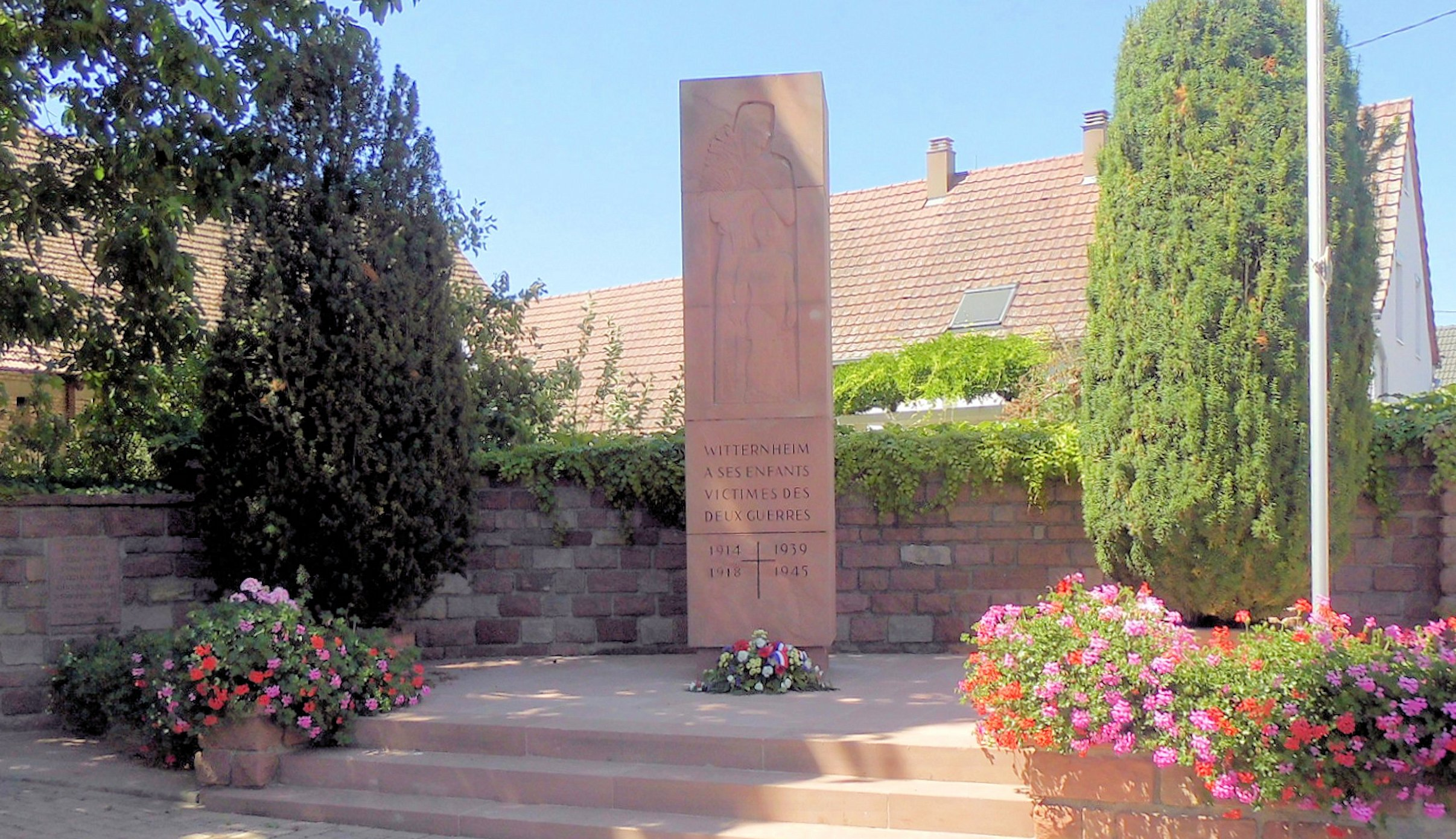
Gefallenendenkmal

Kirche Saint-Sébastien in Witternheim
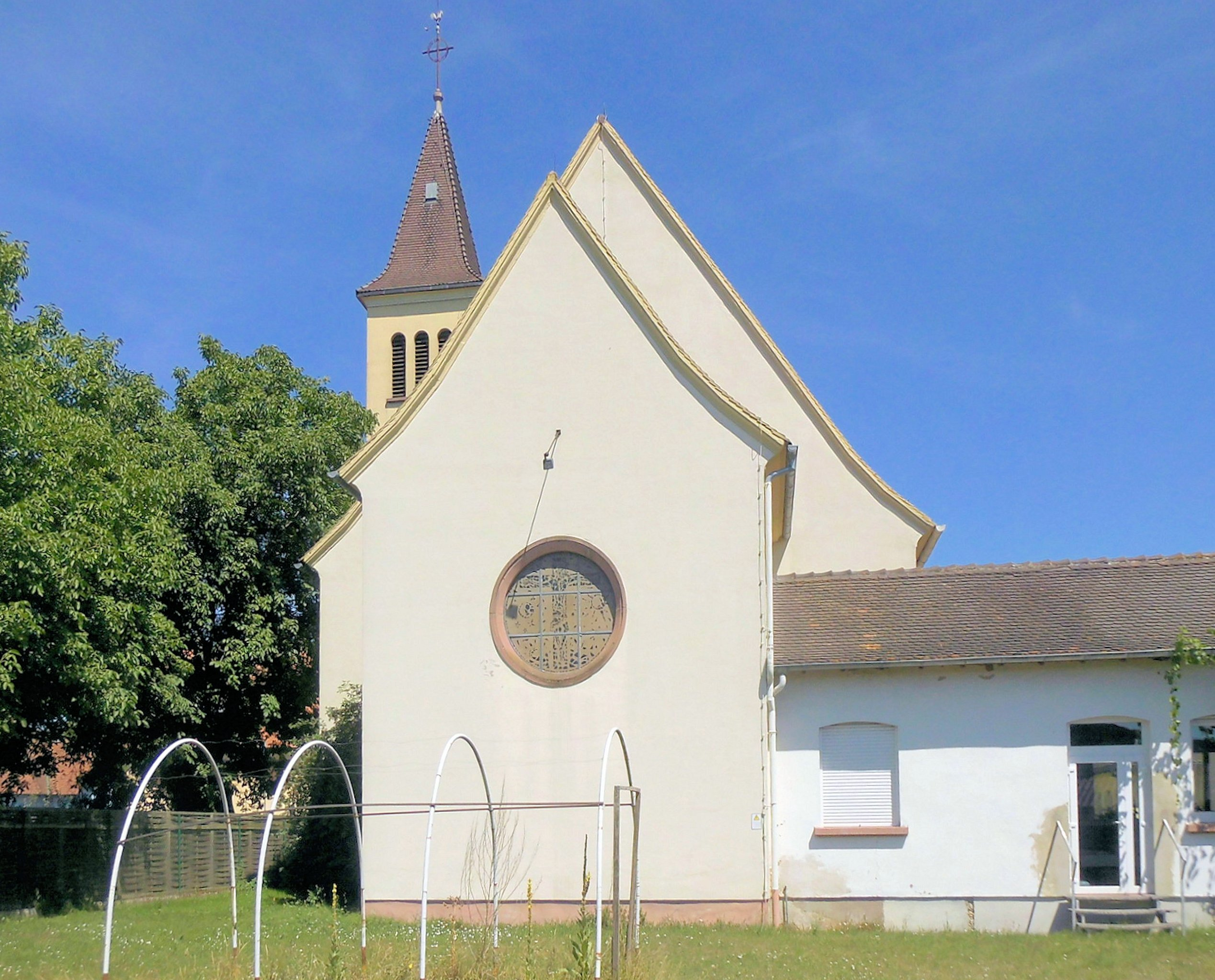
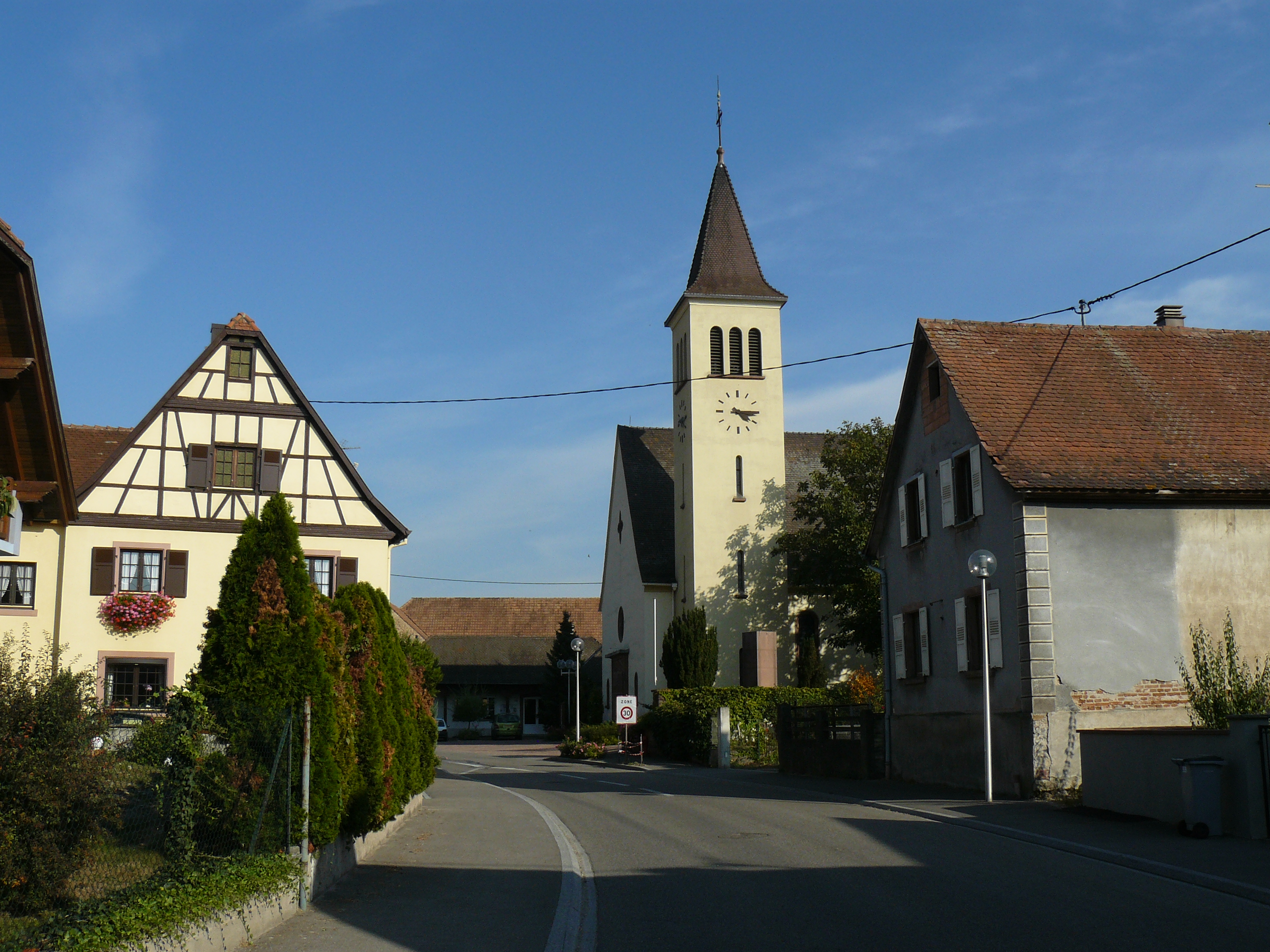
Kirche Saint-Sébastien
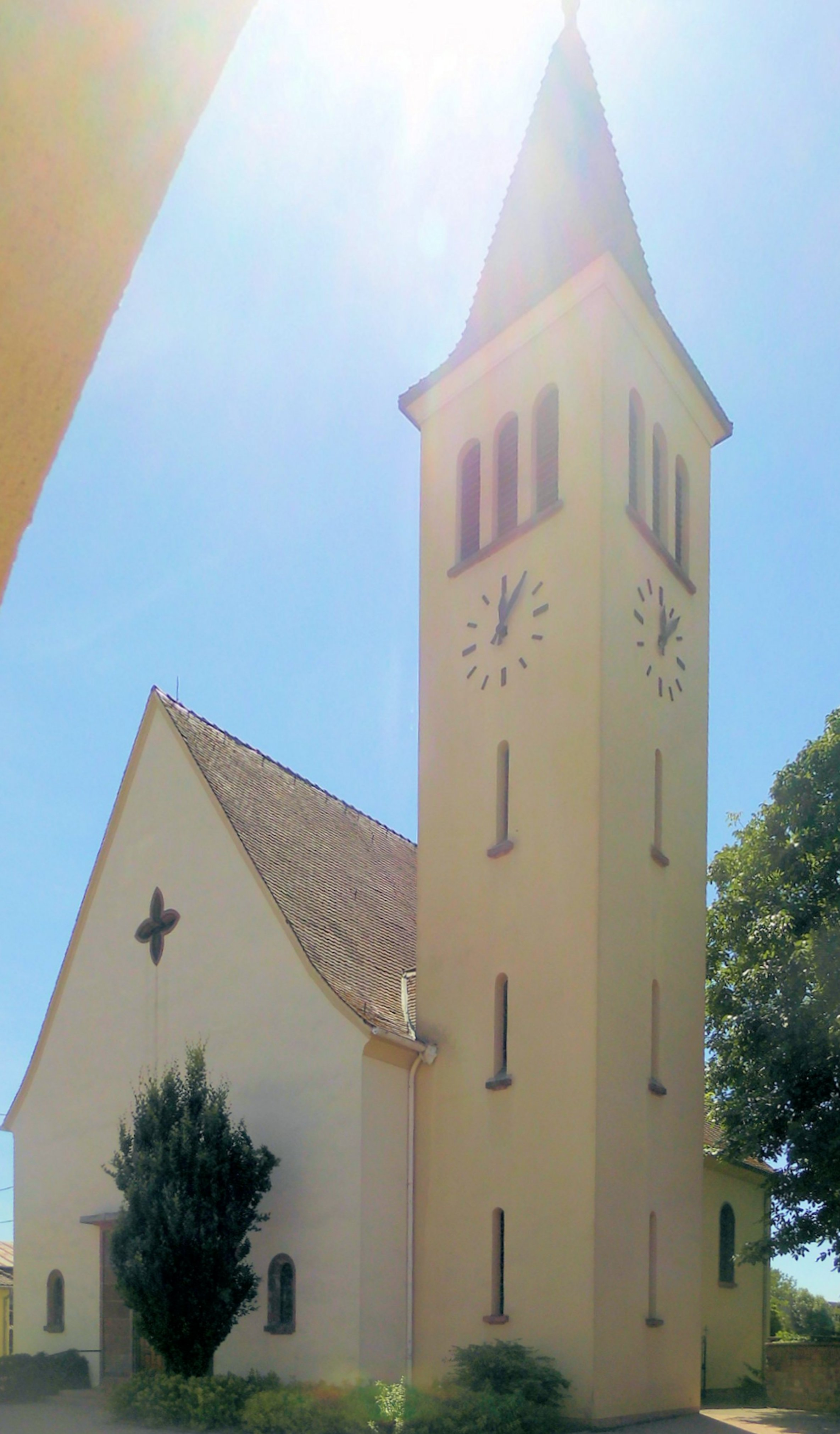